# 東方稻綠蝽
東方稻綠蝽（学名：Nezara antennata），又名稻綠蝽、稻綠椿象，为蝽科稻綠蝽屬下的一种椿象。